# Robert O. Harris

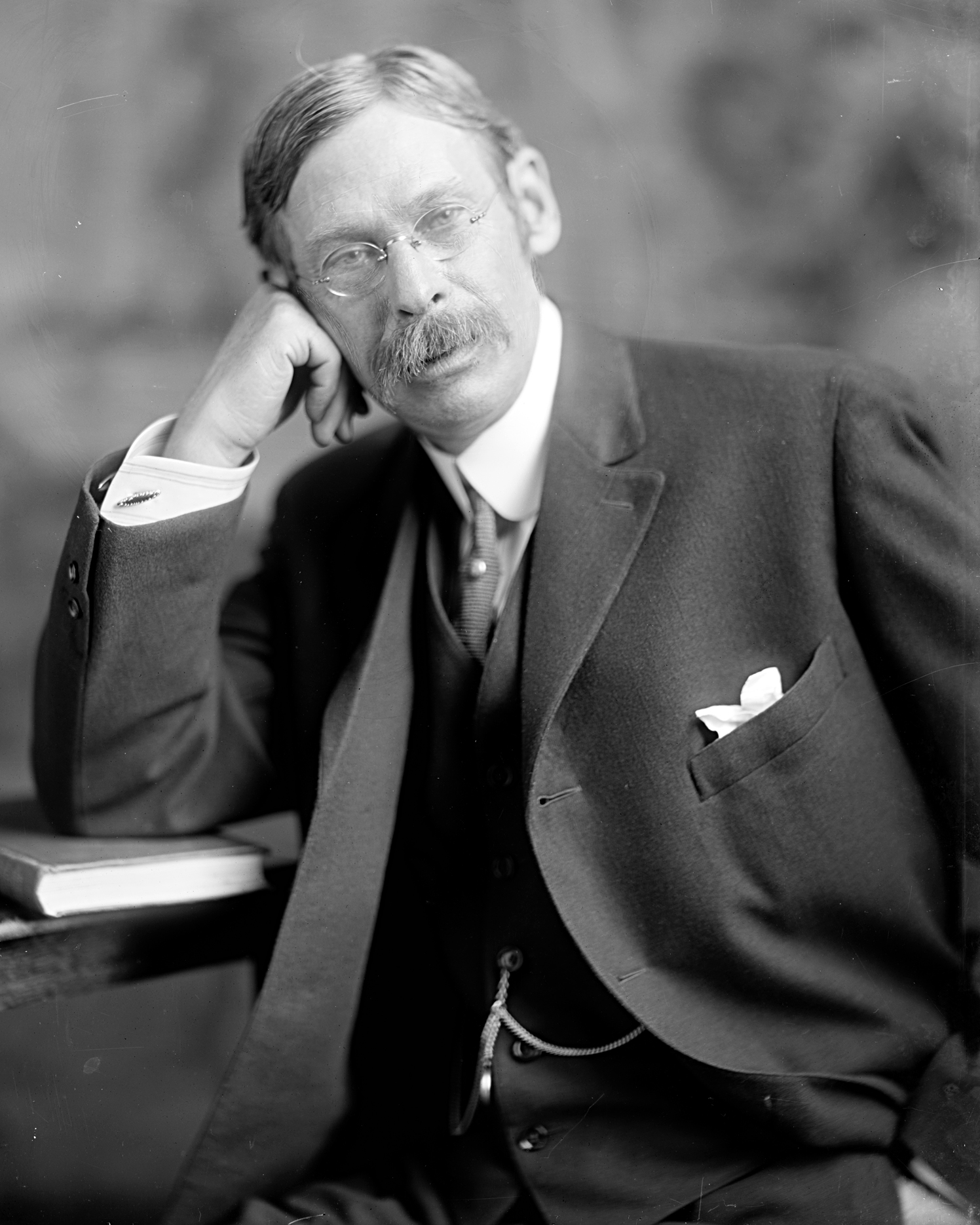
Robert O. Harris

Robert Orr Harris (* 8. November 1854 in Boston, Massachusetts; † 13. Juni 1926 in Brockton, Massachusetts) war ein US-amerikanischer Jurist und Politiker. Zwischen 1911 und 1913 vertrat er den Bundesstaat Massachusetts im US-Repräsentantenhaus.

## Werdegang
Robert Harris war der Sohn des Kongressabgeordneten Benjamin W. Harris (1823–1907). Er  besuchte die öffentlichen Schulen seiner Heimat und die Phillips Exeter Academy in New Hampshire. Danach studierte er bis 1877 an der Harvard University. Nach einem anschließenden Jurastudium und seiner 1879 erfolgten Zulassung als Rechtsanwalt begann er in Boston und Brockton in diesem Beruf zu arbeiten. Gleichzeitig schlug er als Mitglied der Republikanischen Partei eine politische Laufbahn ein. Im Jahr 1889 saß er als Abgeordneter im Repräsentantenhaus von Massachusetts. Zwischen 1891 und 1901 war Harris Staatsanwalt für den südöstlichen Distrikt von Massachusetts. Danach fungierte er zwischen 1902 und 1911 als Richter am Superior Court of Massachusetts.
Bei den Kongresswahlen des Jahres 1910 wurde Harris im 14. Wahlbezirk von Massachusetts in das US-Repräsentantenhaus in Washington, D.C. gewählt, wo er am 4. März 1911 die Nachfolge von Eugene Foss antrat. Da er im Jahr 1912 auf eine erneute Kandidatur verzichtete, konnte er bis zum 3. März 1913 nur eine Legislaturperiode im Kongress absolvieren. Nach dem Ende seiner Zeit im US-Repräsentantenhaus praktizierte Robert Harris wieder als Anwalt. Zwischen 1921 und 1924 amtierte er als Bundesstaatsanwalt für Massachusetts; in dieser Funktion folgte ihm Harold P. Williams. Er starb am 13. Juni 1926 in Brockton.